# 阿尔伯斯多夫 (图林根州)
阿尔伯斯多夫（德語：Albersdorf）是德国图林根州的一个市镇。总面积2.85平方公里，总人口259人，其中男性139人，女性120人（2011年12月31日），人口密度91人/平方公里。